# ギャラントブルーム
ギャラントブルーム (Gallant Bloom) は、アメリカ合衆国で生産・調教されたサラブレッドの競走馬および繁殖牝馬。ギャラントマンの代表産駒で、1969年の牝馬路線を無敗で駆け抜ける活躍をした。20世紀のアメリカ名馬100選では第79位に選ばれている。

## 経歴

### 2歳時（1968年）
1968年6月18日にデビュー。この未勝利戦を9馬身差で圧勝すると、続くナショナリオンステークスも快勝。スピードの片鱗を見せるものの、3戦目から5戦目は何れも大差負けで3連敗と、当初はムラが激しい成績であった。

6戦目の一般戦で最大のライバルとなるシュヴィーに3馬身差で快勝する。この辺りから競馬を覚え始め、続くメイトロンステークスでは9馬身差の圧勝を遂げた。

初の1マイル戦となった、フリゼットステークスではシュヴィーと再戦するが、ゴール寸前で差されてクビ差の2着に惜敗する。この敗戦を受け、調教師のハーシュは今まで以上に厳しい調教をギャラントブルームに課す。これによく応えたギャラントブルームは、2歳戦ラストとなったガーデニアステークスでシュヴィーを破り、最優秀2歳牝馬に選出された。

### 3歳時（1969年）
5月のリバティーハンデキャップから始動し、2歳時からの連勝を続けていたギャラントブルーム。一方シュヴィーも絶好調で、2頭目のニューヨーク牝馬三冠馬に輝いていた。再戦機運が高まる中、ギャラントブルームは、モンマスオークスではニューヨーク牝馬三冠ですべて2着したヘイルトゥーパッツィーに12馬身差の圧勝を遂げた。

シュヴィーとの再戦となった、デラウェアオークスでは繰り上がりながらも1着となり、最後の対戦となった、9月のガゼルステークスは2番人気を覆し、シュヴィーを6馬身1/2差に圧倒した。

快進撃は更に続き、10月のマッチメイカーステークスでは、初の古馬戦、9.5ハロンの距離を克服し、名牝ゲイムリーに7馬体差の圧勝。3歳戦ラストとなった、スピンスターステークスは馬券発売のないエキシビジョンレースとなりここも快勝。これらの活躍が評価され、牝馬三冠馬のシュヴィーを抑えて、この年の最優秀3歳牝馬に選出された。

### 4歳時(1970年）〜引退
前年に亡くなった調教師マックス・ハーシュの息子、バディ・ハーシュの元、西海岸に遠征したギャラントブルームはサンタマリアハンデキャップ、サンマルガリータ招待ハンデキャップに勝利し、2歳時からの連勝を12まで伸ばしていた。だが、東に戻っての初戦、ナッソーカウンティハンデキャップで、後にラフィアンの父となるレヴューワーに敗れてついに連勝はストップしてしまう。更にこのレースで球節を痛めてしまい、次走のサバーバンハンデキャップ7着を最後に引退した。

## 引退後
繁殖入りし、6頭の産駒を残している。キング牧場で余生を送っていたが、1991年6月に死亡した。

## 年度別競走成績
1968年（2歳）　10戦6勝
ナショナルスタリオンステークス、メイトロンステークス、ガーデニアステークス
1969年（3歳）　8戦8勝
リバティーベルハンデキャップ、ポストデッブステークス、モンマスオークス、デラウェアオークス、ガゼルステークス、マッチメイカーステークス、スピンスターステークス
1970年（4歳）　4戦2勝
サンタマリアハンデキャップ、サンマルガリータ招待ハンデキャップ

### 年度代表馬
- 1968年 - 最優秀2歳牝馬
- 1969年 - 最優秀3歳牝馬、最優秀古牝馬

### 表彰
- 1977年 - アメリカ競馬名誉の殿堂博物館に殿堂馬として選定される。
- 1999年 - ブラッド・ホース誌の選ぶ20世紀のアメリカ名馬100選において、第79位に選ばれる。

## 血統表
| ギャラントブルームの血統（ボワルセル系 / Mahmoud 3x4=18.75%、Mah Mahal 4x4x5=15.63%、 Plucky Liege 4x5=9.38%、 Blandford 父内5x5=6.25%） | ギャラントブルームの血統（ボワルセル系 / Mahmoud 3x4=18.75%、Mah Mahal 4x4x5=15.63%、 Plucky Liege 4x5=9.38%、 Blandford 父内5x5=6.25%） | ギャラントブルームの血統（ボワルセル系 / Mahmoud 3x4=18.75%、Mah Mahal 4x4x5=15.63%、 Plucky Liege 4x5=9.38%、 Blandford 父内5x5=6.25%） | （血統表の出典） | （血統表の出典） |
| 父 Gallant Man 1954 鹿毛 イギリス | 父の父Migoli 1944 芦毛 アイルランド | Bois Roussel | Vatout           | Vatout           |
| 父 Gallant Man 1954 鹿毛 イギリス | 父の父Migoli 1944 芦毛 アイルランド | Bois Roussel | Plucky Liege     |                  |
| 父 Gallant Man 1954 鹿毛 イギリス | 父の父Migoli 1944 芦毛 アイルランド | Mah Iran | Bahram           | Bahram           |
| 父 Gallant Man 1954 鹿毛 イギリス | 父の父Migoli 1944 芦毛 アイルランド | Mah Iran | Mah Mahal        |                  |
| 父 Gallant Man 1954 鹿毛 イギリス | 父の母Majideh 1939 栗毛 イギリス | Mahmoud | Blenheim         | Blenheim         |
| 父 Gallant Man 1954 鹿毛 イギリス | 父の母Majideh 1939 栗毛 イギリス | Mahmoud | Mah Mahal        |                  |
| 父 Gallant Man 1954 鹿毛 イギリス | 父の母Majideh 1939 栗毛 イギリス | Qurrat-al-ain | Buchan           | Buchan           |
| 父 Gallant Man 1954 鹿毛 イギリス | 父の母Majideh 1939 栗毛 イギリス | Qurrat-al-ain | Harpsichord      |                  |
| 母 Multiflora 1961 鹿毛 アメリカ | 母の父Beau Max 1947 鹿毛 アメリカ | Bull Lea | Bull Dog         | Bull Dog         |
| 母 Multiflora 1961 鹿毛 アメリカ | 母の父Beau Max 1947 鹿毛 アメリカ | Bull Lea | Rose Leaves      |                  |
| 母 Multiflora 1961 鹿毛 アメリカ | 母の父Beau Max 1947 鹿毛 アメリカ | Bee Mac | War Admiral      | War Admiral      |
| 母 Multiflora 1961 鹿毛 アメリカ | 母の父Beau Max 1947 鹿毛 アメリカ | Bee Mac | Baba Kenny       |                  |
| 母 Multiflora 1961 鹿毛 アメリカ | 母の母Flower Bed 1946 鹿毛 アメリカ | Beau Pere | Son-in-law       | Son-in-law       |
| 母 Multiflora 1961 鹿毛 アメリカ | 母の母Flower Bed 1946 鹿毛 アメリカ | Beau Pere | Cinna            |                  |
| 母 Multiflora 1961 鹿毛 アメリカ | 母の母Flower Bed 1946 鹿毛 アメリカ | Boudoir | Mahmoud          | Mahmoud          |
| 母 Multiflora 1961 鹿毛 アメリカ | 母の母Flower Bed 1946 鹿毛 アメリカ | Boudoir | Kampala F-No.4-d |                  |